# Yanet Bermoy
Yanet Bermoy Acosta (La Habana, 29 de mayo de 1987) es una deportista cubana que compitió en judo.
Participó en dos Juegos Olímpicos de Verano en los años 2008 y 2012, obteniendo dos medallas, plata en Pekín 2008 y plata en Londres 2012. En los Juegos Panamericanos consiguió dos medallas, en los años 2007 y 2011.
Ganó tres medallas en el Campeonato Mundial de Judo entre los años 2005 y 2009, y nueve medallas en el Campeonato Panamericano de Judo entre los años 2006 y 2014.

## Palmarés internacional
| Juegos Olímpicos        | Juegos Olímpicos           | Juegos Olímpicos  | Juegos Olímpicos |
| Año                     | Lugar                      | Medalla           | Categoría        |
| ----------------------- | -------------------------- | ----------------- | ---------------- |
| 2008                    | Pekín (China)              | Medalla de plata  | –48 kg           |
| 2012                    | Londres (Reino Unido)      | Medalla de plata  | –52 kg           |
| Campeonato Mundial      |                            |                   |                  |
| Año                     | Lugar                      | Medalla           | Categoría        |
| 2005                    | El Cairo (Egipto)          | Medalla de oro    | –48 kg           |
| 2007                    | Río de Janeiro (Brasil)    | Medalla de plata  | –48 kg           |
| 2009                    | Róterdam (Países Bajos)    | Medalla de plata  | –52 kg           |
| Juegos Panamericanos    |                            |                   |                  |
| Año                     | Lugar                      | Medalla           | Categoría        |
| 2007                    | Río de Janeiro (Brasil)    | Medalla de oro    | –48 kg           |
| 2011                    | Guadalajara (México)       | Medalla de oro    | –52 kg           |
| Campeonato Panamericano |                            |                   |                  |
| Año                     | Lugar                      | Medalla           | Categoría        |
| 2006                    | Buenos Aires (Argentina)   | Medalla de oro    | –48 kg           |
| 2007                    | Montreal (Canadá)          | Medalla de oro    | –48 kg           |
| 2008                    | Miami (Estados Unidos)     | Medalla de oro    | –48 kg           |
| 2009                    | Buenos Aires (Argentina)   | Medalla de oro    | –52 kg           |
| 2010                    | San Salvador (El Salvador) | Medalla de plata  | –52 kg           |
| 2011                    | Guadalajara (México)       | Medalla de oro    | –52 kg           |
| 2012                    | Montreal (Canadá)          | Medalla de bronce | –52 kg           |
| 2013                    | San José (Costa Rica)      | Medalla de oro    | –52 kg           |
| 2014                    | Guayaquil (Ecuador)        | Medalla de plata  | –52 kg           |